# Piocha de O'Higgins

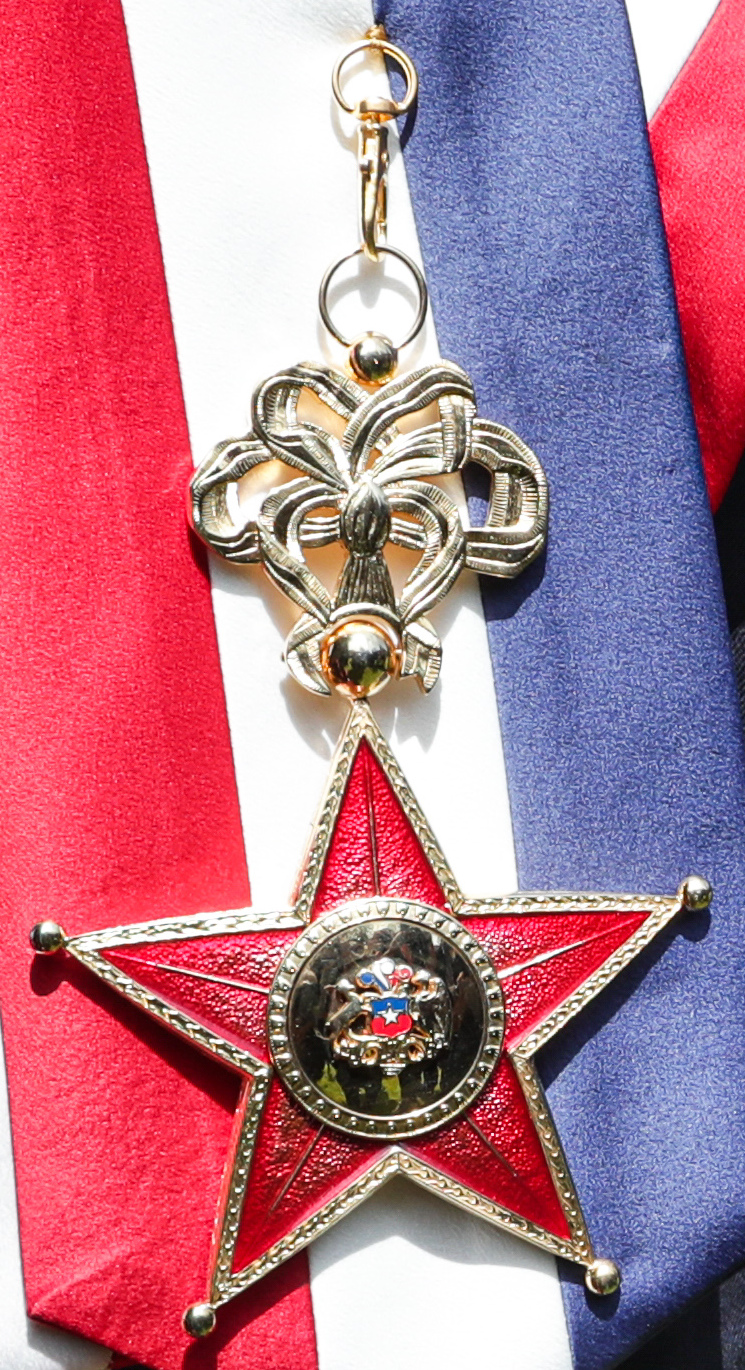
La piocha de O'Higgins.

La piocha de O'Higgins es una pieza de oro con forma de estrella pentagonal de aproximadamente 7 cm de diámetro, esmaltada en color rojo. Considerada como el verdadero símbolo del poder presidencial en Chile, es enganchada al extremo inferior de la banda presidencial. 
La piocha de O'Higgins es el elemento que en el traspaso del mando de un presidente a otro simboliza la entrega del poder, debido a que normalmente cada presidente tiene su propia banda presidencial. Tiene un valor simbólico similar al bastón de mando de otros países.

## Historia
Se dio este nombre a una medalla que Bernardo O'Higgins ordenó poner en su banda presidencial. Sin embargo, sus orígenes no son claros. Si bien se llama «piocha de O'Higgins», ella no aparece en los retratos de José Gil de Castro de la época; en cambio, sí aparece una medalla completamente distinta.
Tras su abdicación en enero de 1823, esta reliquia fue regalada por O'Higgins a José Gregorio Argomedo. Durante la inauguración del monumento a O'Higgins instalado en la Alameda en 1872, los descendientes de Argomedo la entregaron al intendente Benjamín Vicuña Mackenna, quien a su vez se la entregó al presidente Federico Errázuriz Zañartu, quien la puso en la banda presidencial e inauguró una tradición que se mantiene hasta hoy.
Cabe destacar que la piocha de O'Higgins original se mantuvo intacta hasta el golpe de Estado de 1973, cuando desapareció durante el bombardeo al Palacio de La Moneda. Durante la dictadura militar, fue confeccionada una nueva a partir de fotografías de la original. Únicamente se utiliza junto con la banda presidencial.
Con el tiempo la piocha de O'Higgins se convirtió en un objeto legendario. Se dice que «el presidente al que se le cae tendrá un gobierno difícil o no logrará terminarlo». Hasta el momento solo a cuatro presidentes se les ha caído:
- En 1886 a José Manuel Balmaceda, quien no pudo terminar su gobierno a raíz de la guerra civil de 1891.
- En 1920 a Arturo Alessandri Palma, quien tuvo que renunciar a causa del golpe de Estado de 1924.
- El 12 de marzo de 2006 a Michelle Bachelet, mientras se dirigía a la Oración ecuménica por Chile al inicio de su primer gobierno,[5] quien tuvo un gobierno difícil con las movilizaciones estudiantiles de 2006 y el terremoto del 27F de 2010.
- El 11 de marzo de 2018 a Sebastián Piñera, mientras estaba en el Palacio Presidencial de Cerro Castillo al inicio de su segundo gobierno,[6] quien tuvo el mandato con mayores índices de desaprobación desde el retorno a la democracia, producto del estallido social de 2019, el posterior manejo de la pandemia de COVID-19 y el escándalo vinculado a los Pandora Papers, lo cual desencadenó en que fuera acusado constitucionalmente en dos ocasiones distintas.